# Liste der Gerichtsbezirke in Kastilien und León
Dies sind die Gerichtsbezirke in Kastilien und León, Spanien.

## Provinz Ávila

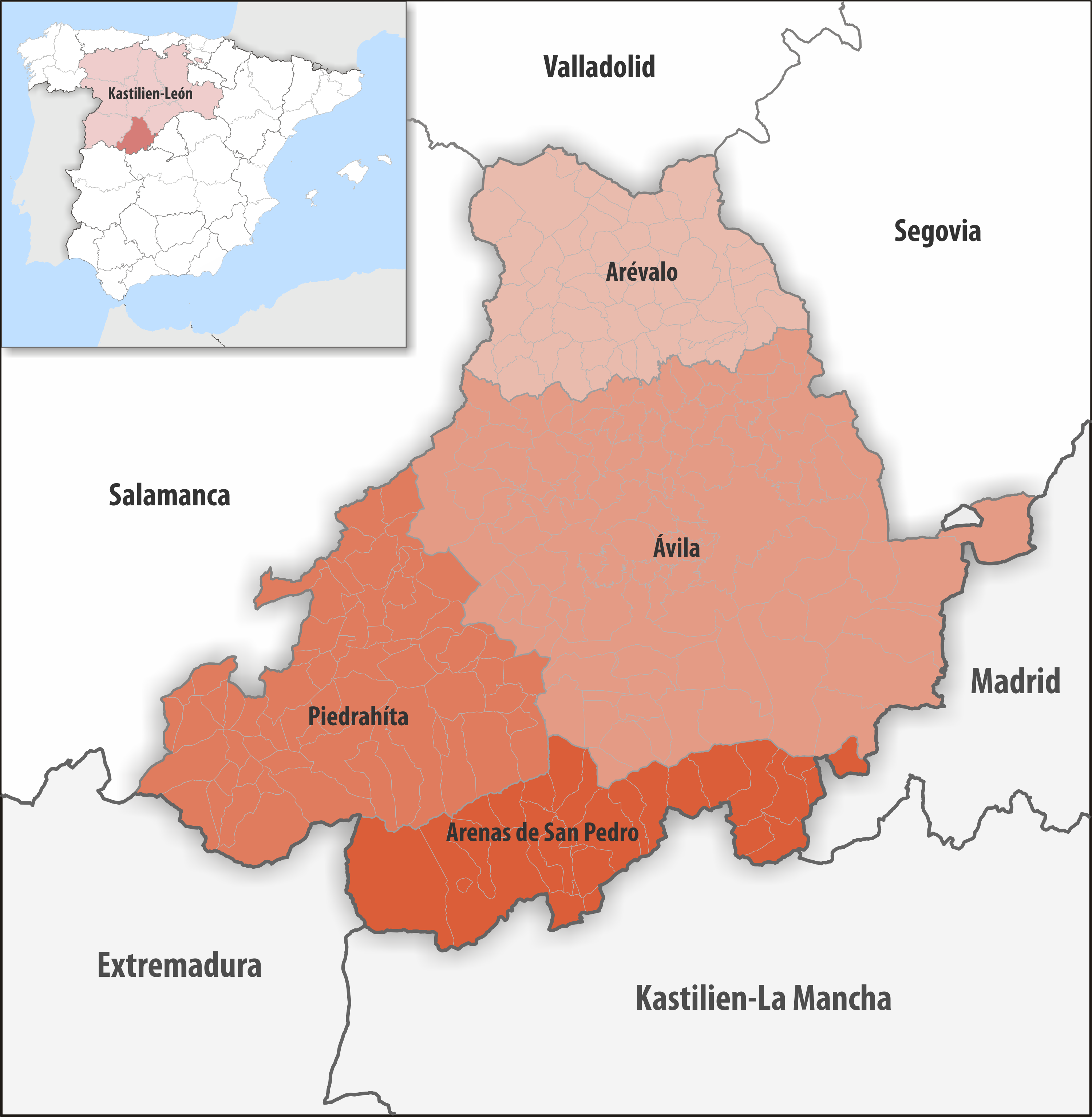
Gerichtsbezirke in der Provinz Ávila

| Gerichtsbezirk      | Gemeinden | Einwohner (2024) | Fläche km² | Dichte Einw./km² | Hauptquartier       |
| ------------------- | --------- | ---------------- | ---------- | ---------------- | ------------------- |
| Arenas de San Pedro | 24        | 32.564           | 1.159,55   | 28               | Arenas de San Pedro |
| Arévalo             | 53        | 17.952           | 1.273,63   | 14               | Arévalo             |
| Ávila               | 107       | 97.870           | 3.722,61   | 26               | Ávila               |
| Piedrahíta          | 64        | 10.603           | 1.893,21   | 6                | Piedrahíta          |
| Provinz Ávila       | 248       | 158.989          | 8.049,00   | 20               | Ávila               |

## Provinz Burgos

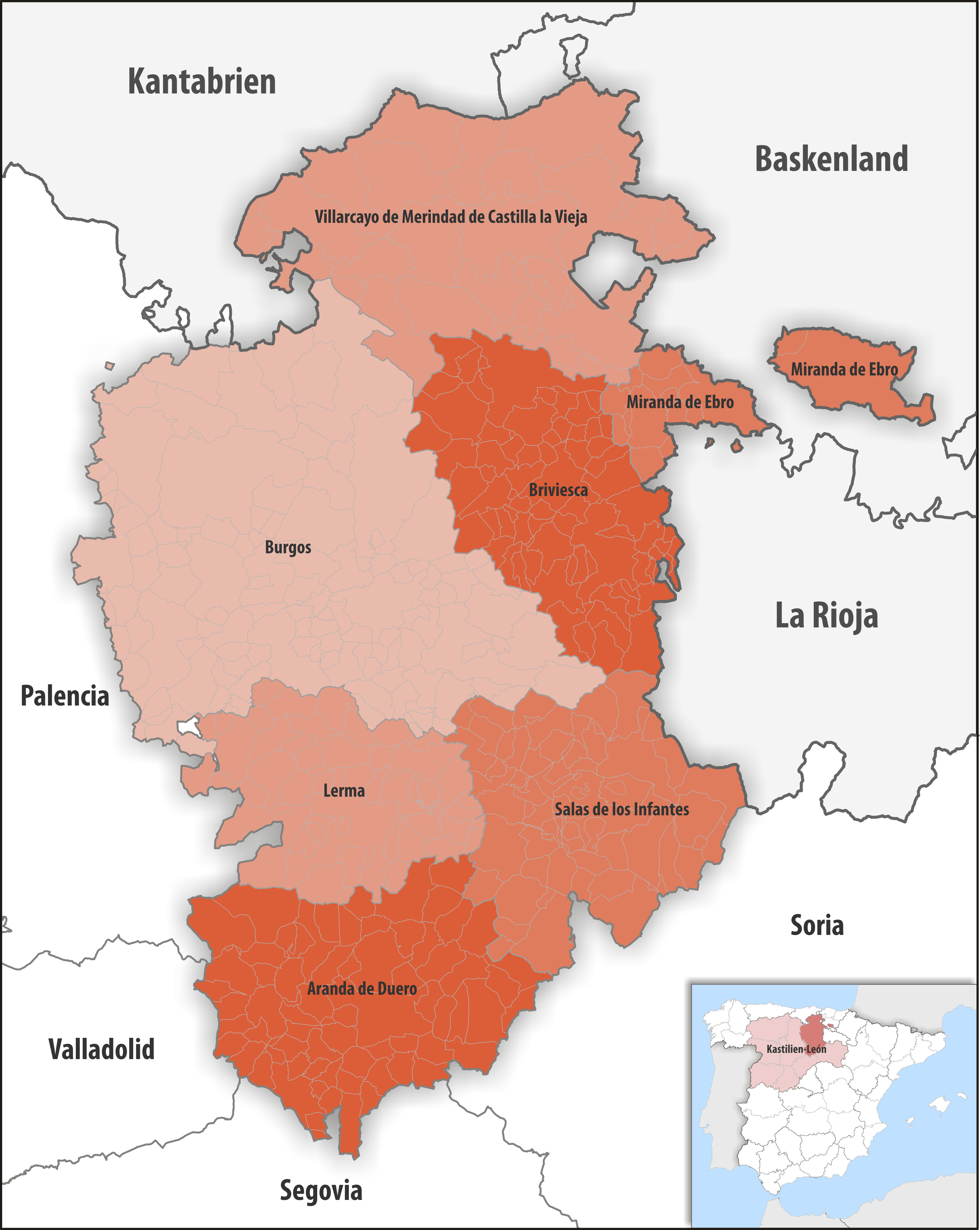
Gerichtsbezirke in der Provinz Burgos

| Gerichtsbezirk                              | Gemeinden | Einwohner (2024) | Fläche km² | Dichte Einw./km² | Hauptquartier                               |
| ------------------------------------------- | --------- | ---------------- | ---------- | ---------------- | ------------------------------------------- |
| Aranda de Duero                             | 64        | 50.276           | 1.963,98   | 26               | Aranda de Duero                             |
| Briviesca                                   | 67        | 14.813           | 1.701,95   | 9                | Briviesca                                   |
| Burgos                                      | 108       | 213.659          | 4.360,35   | 49               | Burgos                                      |
| Lerma                                       | 44        | 8.760            | 1.361,69   | 6                | Lerma                                       |
| Miranda de Ebro                             | 14        | 39.444           | 619,09     | 64               | Miranda de Ebro                             |
| Salas de los Infantes                       | 48        | 10.045           | 1.728,68   | 6                | Salas de los Infantes                       |
| Villarcayo de Merindad de Castilla la Vieja | 26        | 21.951           | 2.553,18   | 9                | Villarcayo de Merindad de Castilla la Vieja |
| Provinz Burgos                              | 371       | 358.948          | 14.288,92  | 25               | Burgos                                      |

## Provinz León

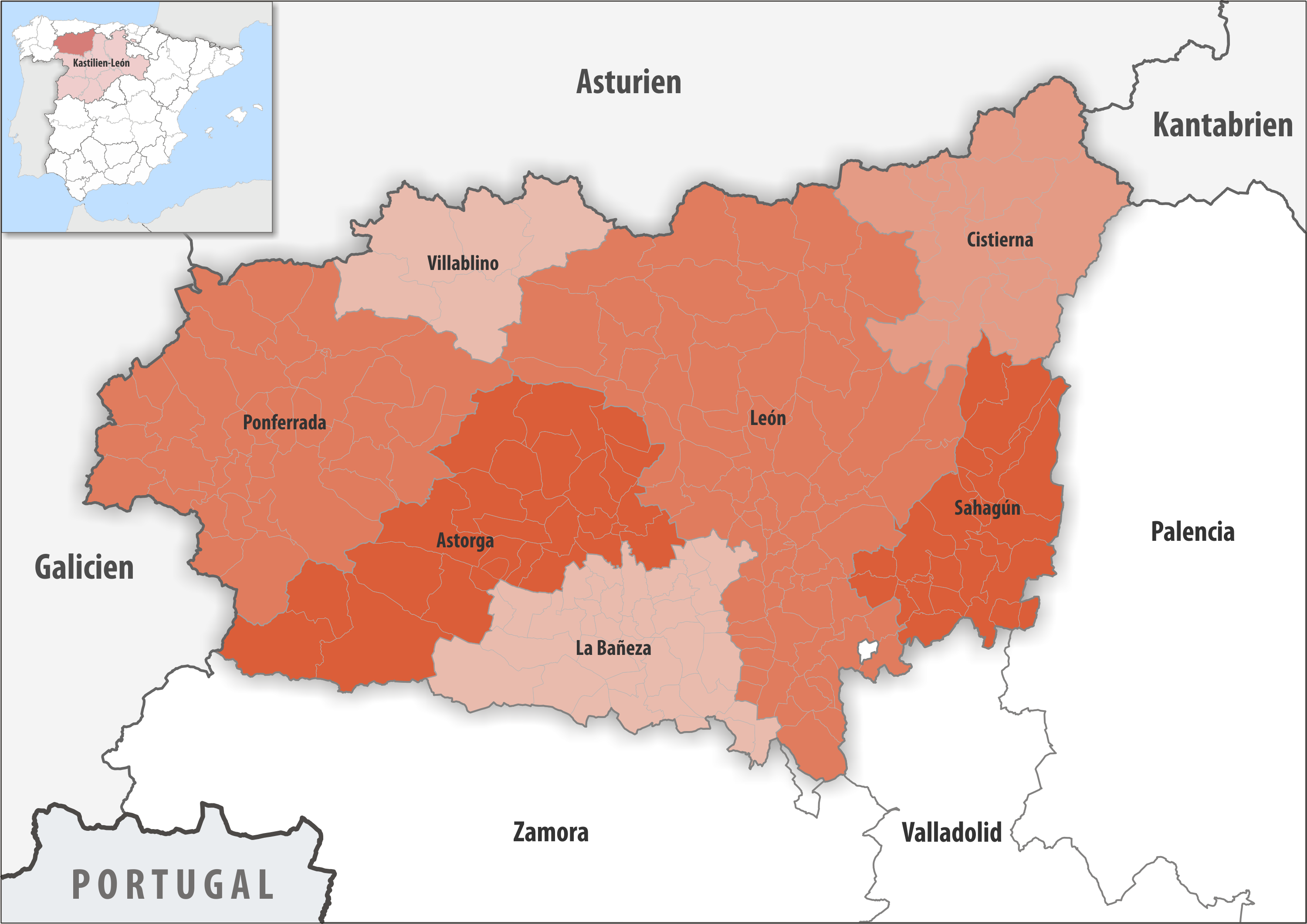
Gerichtsbezirke in der Provinz León

| Gerichtsbezirk | Gemeinden | Einwohner (2024) | Fläche km² | Dichte Einw./km² | Hauptquartier |
| -------------- | --------- | ---------------- | ---------- | ---------------- | ------------- |
| Astorga        | 26        | 32.584           | 2.330,01   | 14               | Astorga       |
| La Bañeza      | 33        | 29.471           | 1.443,00   | 20               | La Bañeza     |
| Cistierna      | 16        | 9.033            | 1.677,83   | 5                | Cistierna     |
| León           | 74        | 240.590          | 4.861,88   | 49               | León          |
| Ponferrada     | 37        | 117.584          | 2.995,66   | 39               | Ponferrada    |
| Sahagún        | 20        | 6.987            | 1.267,65   | 6                | Sahagún       |
| Villablino     | 5         | 10.196           | 993,33     | 10               | Villablino    |
| Provinz León   | 211       | 446.445          | 15.569,36  | 29               | León          |

## Provinz Palencia

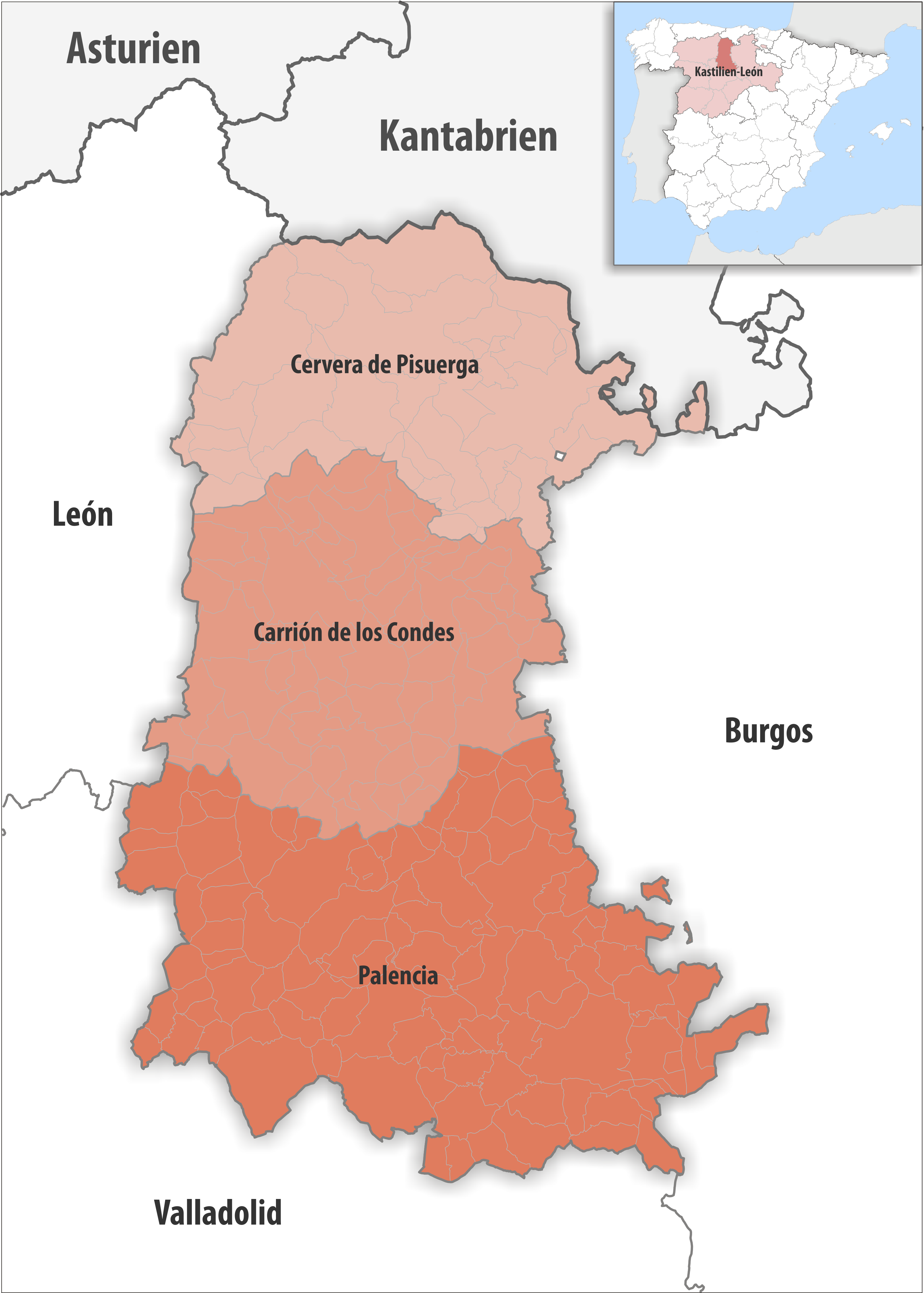
Gerichtsbezirke in der Provinz Palencia

| Gerichtsbezirk        | Gemeinden | Einwohner (2024) | Fläche km² | Dichte Einw./km² | Hauptquartier         |
| --------------------- | --------- | ---------------- | ---------- | ---------------- | --------------------- |
| Carrión de los Condes | 65        | 15.972           | 2.263,68   | 7                | Carrión de los Condes |
| Cervera de Pisuerga   | 29        | 22.336           | 2.072,78   | 11               | Cervera de Pisuerga   |
| Palencia              | 97        | 119.807          | 3.715,46   | 32               | Palencia              |
| Provinz Palencia      | 191       | 158.115          | 8.051,92   | 20               | Palencia              |

## Provinz Salamanca

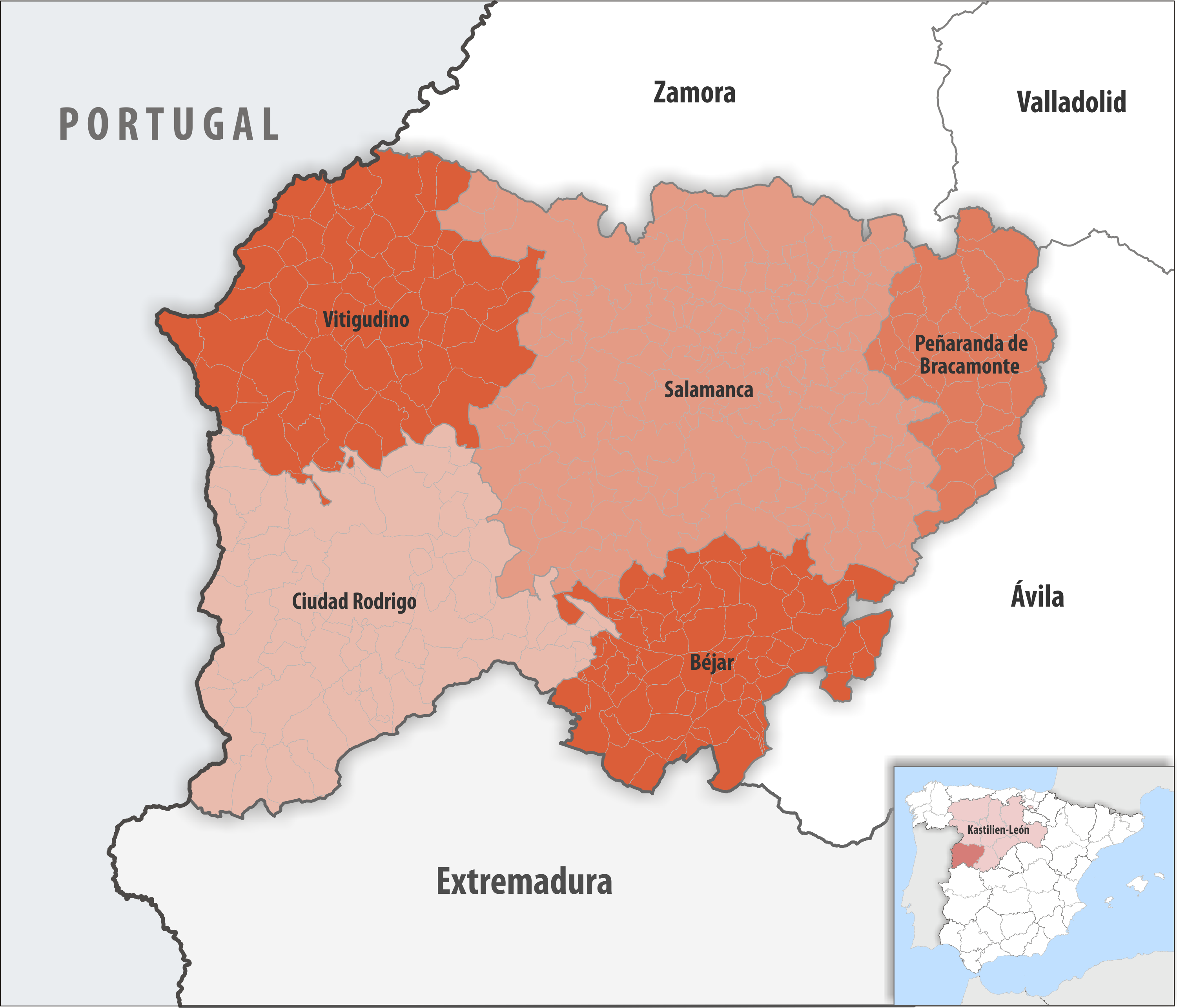
Gerichtsbezirke in der Provinz Salamanca

| Gerichtsbezirk          | Gemeinden | Einwohner (2024) | Fläche km² | Dichte Einw./km² | Hauptquartier           |
| ----------------------- | --------- | ---------------- | ---------- | ---------------- | ----------------------- |
| Béjar                   | 73        | 31.625           | 1.597,29   | 20               | Béjar                   |
| Ciudad Rodrigo          | 58        | 24.439           | 2.847,48   | 9                | Ciudad Rodrigo          |
| Peñaranda de Bracamonte | 33        | 17.379           | 1.032,02   | 17               | Peñaranda de Bracamonte |
| Salamanca               | 142       | 239.903          | 4.513,76   | 53               | Salamanca               |
| Vitigudino              | 56        | 14.339           | 2.357,82   | 6                | Vitigudino              |
| Provinz Salamanca       | 362       | 327.685          | 12.348,37  | 27               | Salamanca               |

## Provinz Segovia

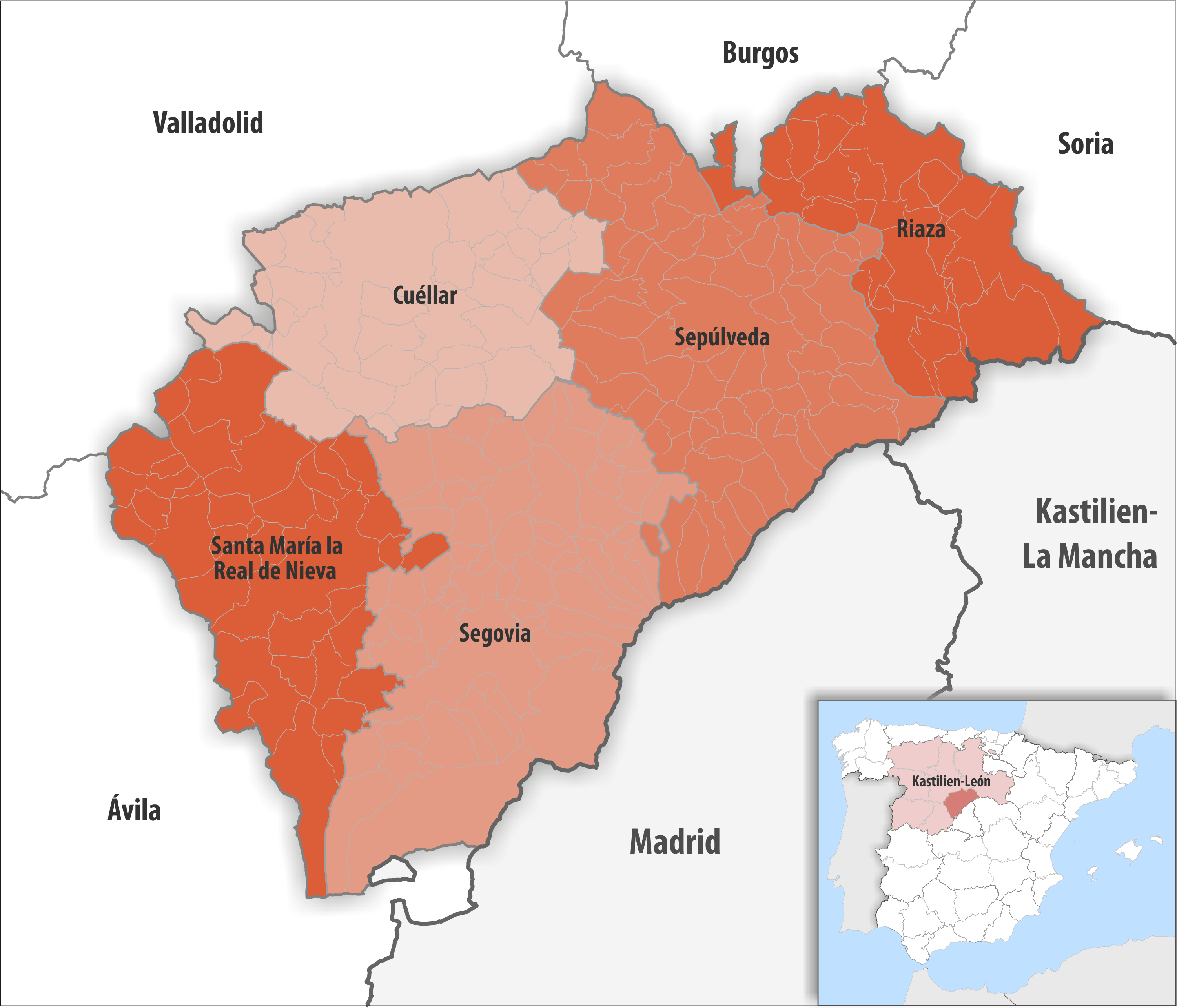
Gerichtsbezirke in der Provinz Segovia

| Gerichtsbezirk               | Gemeinden | Einwohner (2024) | Fläche km² | Dichte Einw./km² | Hauptquartier                |
| ---------------------------- | --------- | ---------------- | ---------- | ---------------- | ---------------------------- |
| Cuéllar                      | 32        | 21.641           | 1.204,76   | 18               | Cuéllar                      |
| Riaza                        | 23        | 4.821            | 910,21     | 5                | Riaza                        |
| Santa María la Real de Nieva | 36        | 12.975           | 1.330,59   | 10               | Santa María la Real de Nieva |
| Segovia                      | 55        | 104.597          | 1.818,80   | 58               | Segovia                      |
| Sepúlveda                    | 63        | 12.754           | 1.678,70   | 8                | Sepúlveda                    |
| Provinz Segovia              | 209       | 156.788          | 6.979,06   | 22               | Segovia                      |

## Provinz Soria

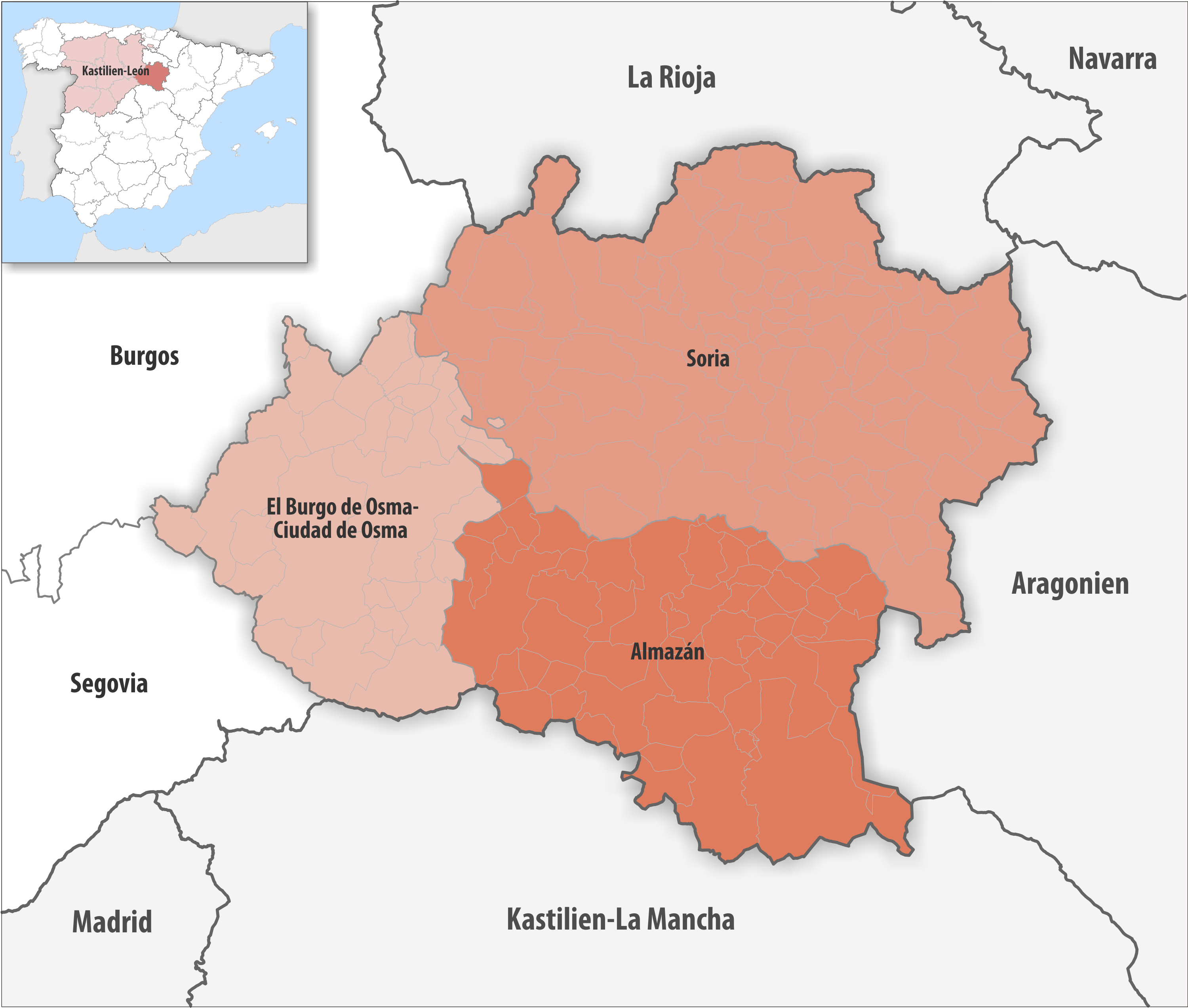
Gerichtsbezirke in der Provinz Soria

| Gerichtsbezirk                  | Gemeinden | Einwohner (2024) | Fläche km² | Dichte Einw./km² | Hauptquartier                   |
| ------------------------------- | --------- | ---------------- | ---------- | ---------------- | ------------------------------- |
| Almazán                         | 47        | 11.538           | 3.061,06   | 4                | Almazán                         |
| El Burgo de Osma-Ciudad de Osma | 34        | 13.055           | 2.267,77   | 6                | El Burgo de Osma-Ciudad de Osma |
| Soria                           | 102       | 65.557           | 4.978,19   | 13               | Soria                           |
| Provinz Soria                   | 183       | 90.150           | 10.307,02  | 9                | Soria                           |

## Provinz Valladolid

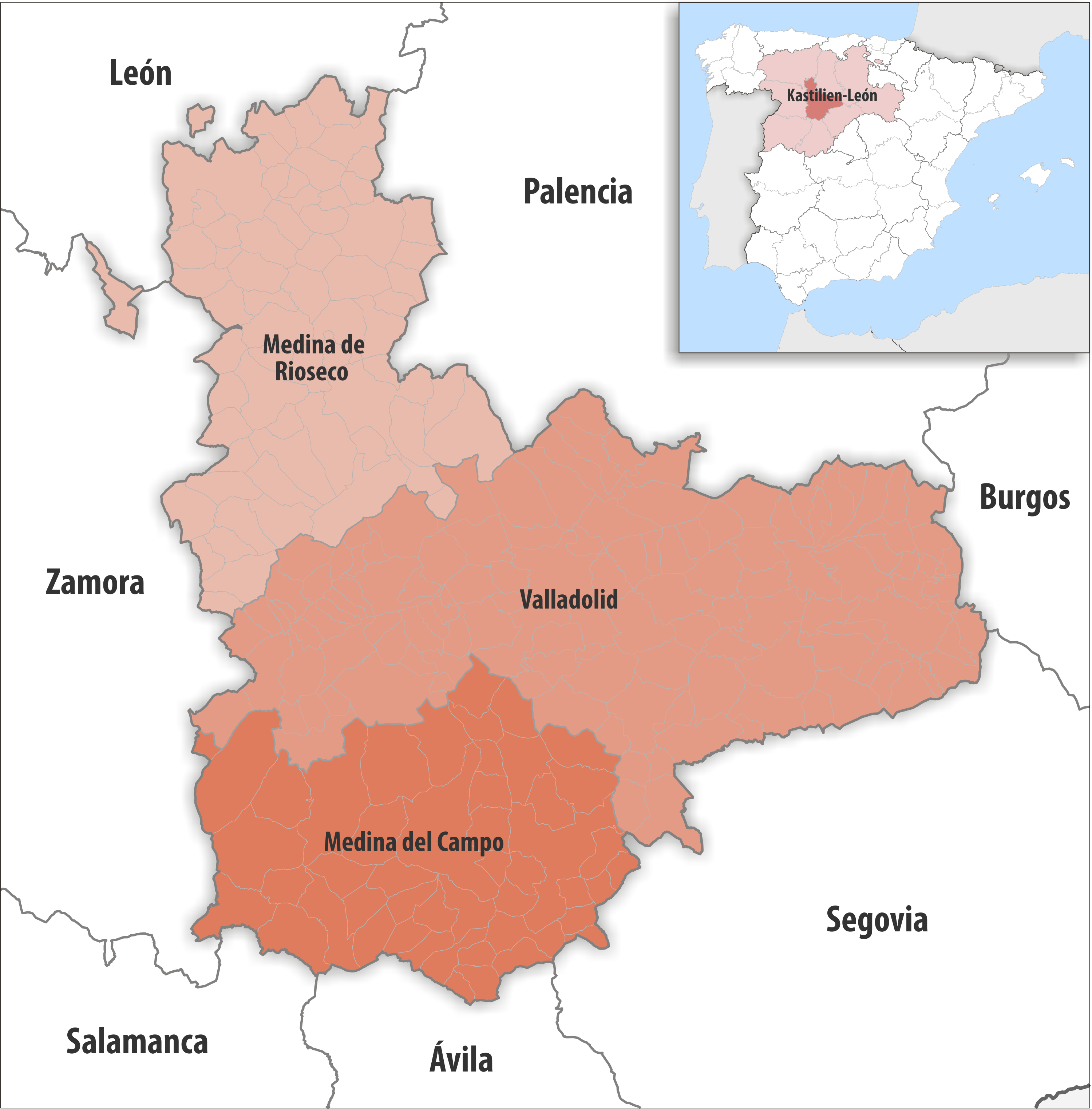
Gerichtsbezirke in der Provinz Valladolid

| Gerichtsbezirk     | Gemeinden | Einwohner (2024) | Fläche km² | Dichte Einw./km² | Hauptquartier     |
| ------------------ | --------- | ---------------- | ---------- | ---------------- | ----------------- |
| Medina del Campo   | 47        | 46.706           | 2.051,52   | 23               | Medina del Campo  |
| Medina de Rioseco  | 64        | 16.801           | 2.233,24   | 8                | Medina de Rioseco |
| Valladolid         | 114       | 461.891          | 3.825,76   | 121              | Valladolid        |
| Provinz Valladolid | 225       | 525.398          | 8.110,52   | 65               | Valladolid        |

## Provinz Zamora

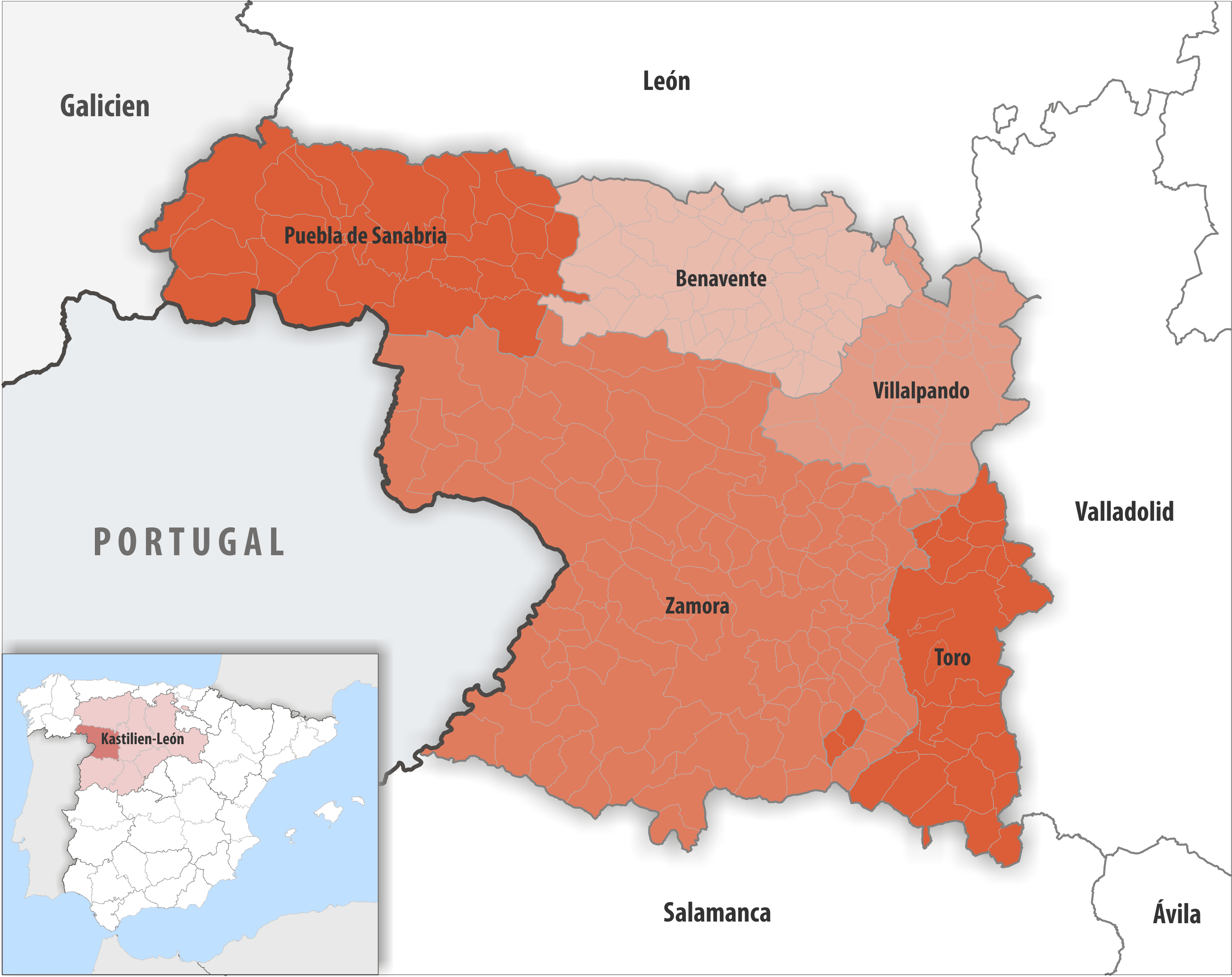
Gerichtsbezirke in der Provinz Zamora

| Gerichtsbezirk     | Gemeinden | Einwohner (2024) | Fläche km² | Dichte Einw./km² | Hauptquartier      |
| ------------------ | --------- | ---------------- | ---------- | ---------------- | ------------------ |
| Benavente          | 56        | 33.067           | 1.416,48   | 23               | Benavente          |
| Puebla de Sanabria | 26        | 7.717            | 1.897,68   | 4                | Puebla de Sanabria |
| Toro               | 26        | 16.807           | 1.143,15   | 15               | Toro               |
| Villalpando        | 30        | 7.121            | 1.032,09   | 7                | Villalpando        |
| Zamora             | 110       | 101.120          | 5.071,82   | 20               | Zamora             |
| Provinz Zamora     | 248       | 165.832          | 10.561,22  | 16               | Zamora             |